# رمضان في العراق

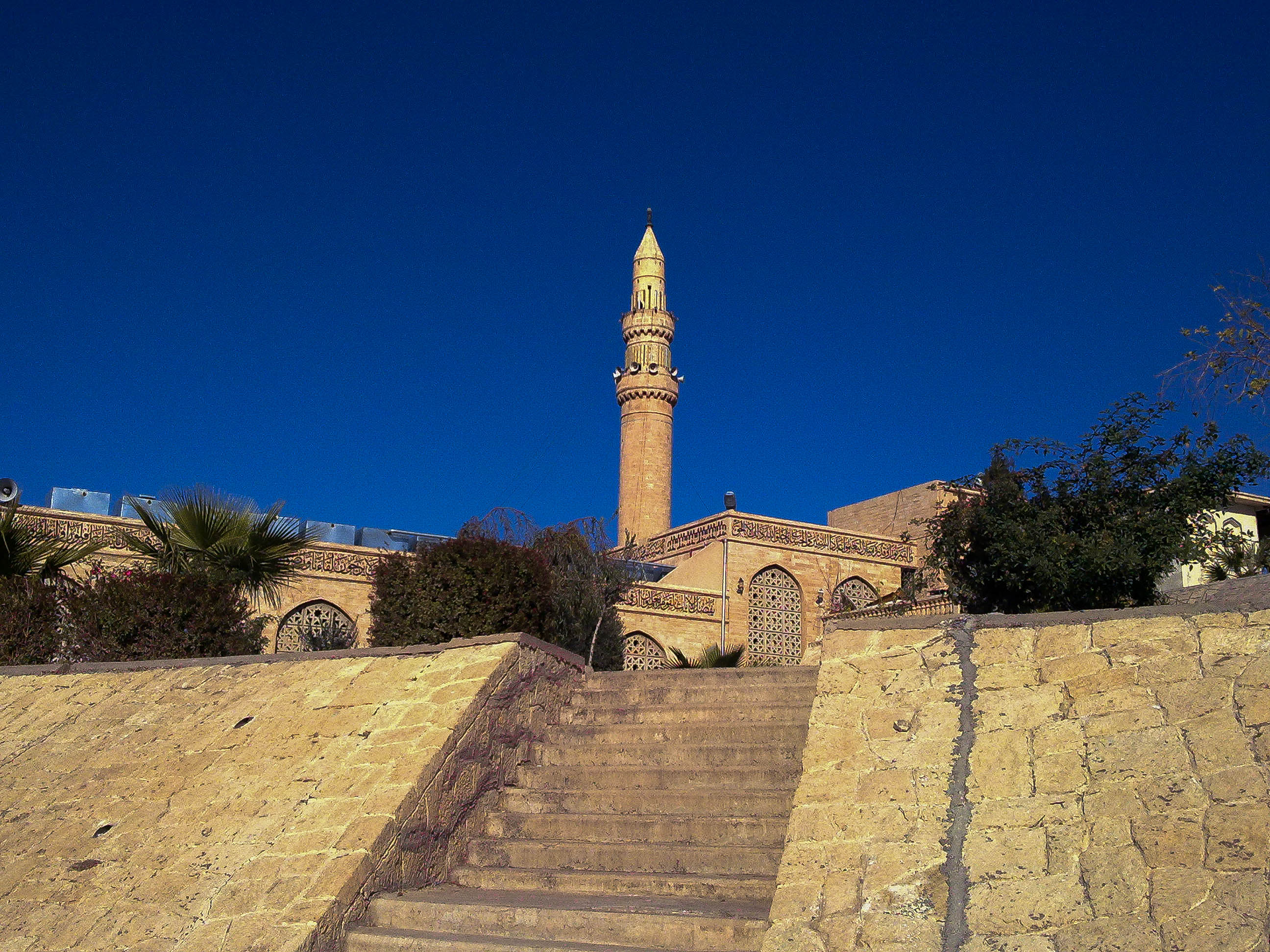
جامع النبي يونس في العراق حيث تقام صلاة التراويح في معظم المساجد في العراق في شهر رمضان المبارك

 رمضان في العراق رمضان هو شهر الصوم والعبادة الذي يحظى بأهمية كبيرة في العالم الإسلامي. وفي العراق، يعتبر رمضان وقتًا خاصًا يمتزج فيه التراث والروحانية والتضحية. 

## نظرة عامة
يعيش العراقيون هذا الشهر بكل احتفاء وانتماء، حيث يتم تجديد العلاقات الاجتماعية وتعزيز الروابط الأسرية والجيرانية.

## التاريخ والتراث
تعود تقاليد رمضان في العراق إلى عصور قديمة، حيث يتمتع الشهر الفضيل بقيمة تاريخية كبيرة. يُعتقد أن أقدم مسجد في العراق، مسجد أم القرى في النجف الأشرف، شهد أول صيام في الإسلام على يدي الإمام علي رضي الله عنه. تحظى المدن العراقية الرئيسية مثل بغداد والنجف وكربلاء بتزيينات رمضانية مميزة في الأسواق والشوارع، حيث يمكن للزوار الاستمتاع بجو رمضاني مميز، والعراق من الدول التي تتميز باستمرار توزيع ما يدعى بالقرقيعان على الأطفال خصوصًا وهي سلة فيها مكسرات وحلويات.

## التغذية والمأكولات العراقية في رمضان
تتميز المائدة الرمضانية في العراق بتنوع وغنى المأكولات والحلويات التي تقدم. من الأطباق الشهية المعروفة في رمضان في العراق: المنسف، الكبة، الباقلاء، البخارة، المحبة، وغيرها. كما يُعتبر "الجلاب" و"الشربات" المشروبات الرمضانية الشهيرة في العراق. يعتبر تناول الوجبة الرئيسية بعد آذان المغرب "الإفطار" مناسبة اجتماعية هامة، حيث يجتمع الأهل والأصدقاء لتناول الطعام سويًا.

## العبادة والروحانية
تتميز الأجواء الروحانية في رمضان في العراق بتوافد المصلين إلى المساجد لأداء الصلوات والتراويح. يتم تنظيم قراءة القرآن الكريم طوال الشهر، وتعتبر ليلة القدر من الليالي الهامة التي يبحث المسلمون عنها بالعبادة والدعاء. يتميز المساجد في العراق بالتزيينات الرمضانية والإضاءات الجميلة التي تعطي جوًا خاصًا وتشجع على التفاؤل والسكينة.

## التضحية والعطاء
يعتبر رمضان في العراق وقتًا للتضحية والعطاء. يُعزز مفهوم الصدقة ومساعدة الفقراء والمحتاجين خلال هذا الشهر. يتم تنظيم موائد الإفطار الجماعية في المساجد والأماكن العامة، حيث يتم تقديم الطعام للصائمين والمحتاجين مجانًا. كما يتم تنظيم حملات لتوزيع المساعدات والسلات الغذائية للأسر الفقيرة في العراق.

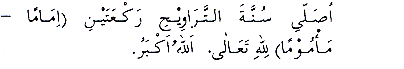
صلاة التراويح في أحد المساجد في شهر رمضان
- صلاة التراويح إحدى السنن في شهر رمضان المبارك
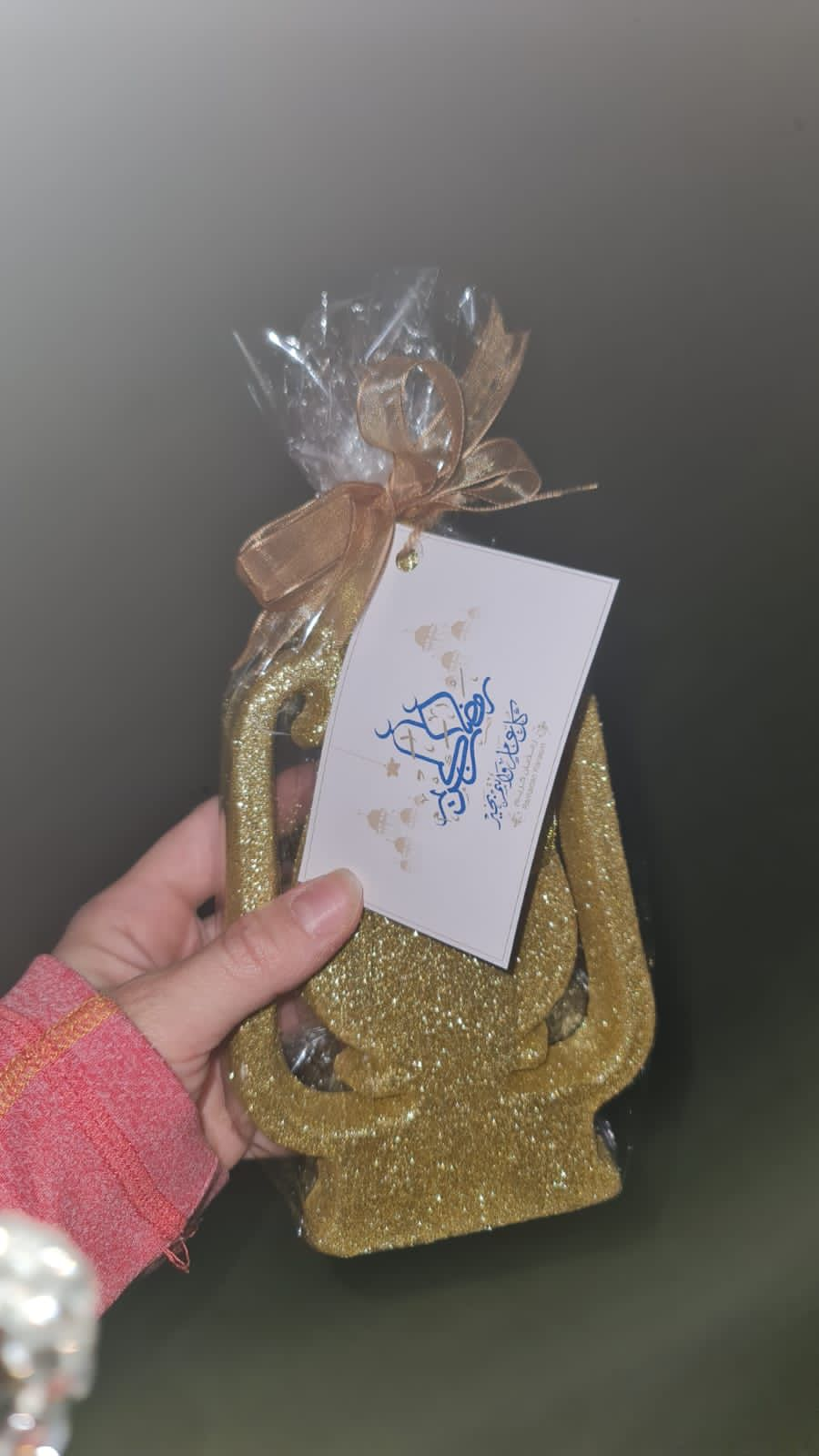
إحدى الهدايا التي توزع في شهر رمضان المبارك في البلاد الإسلامية ومنها العراق.
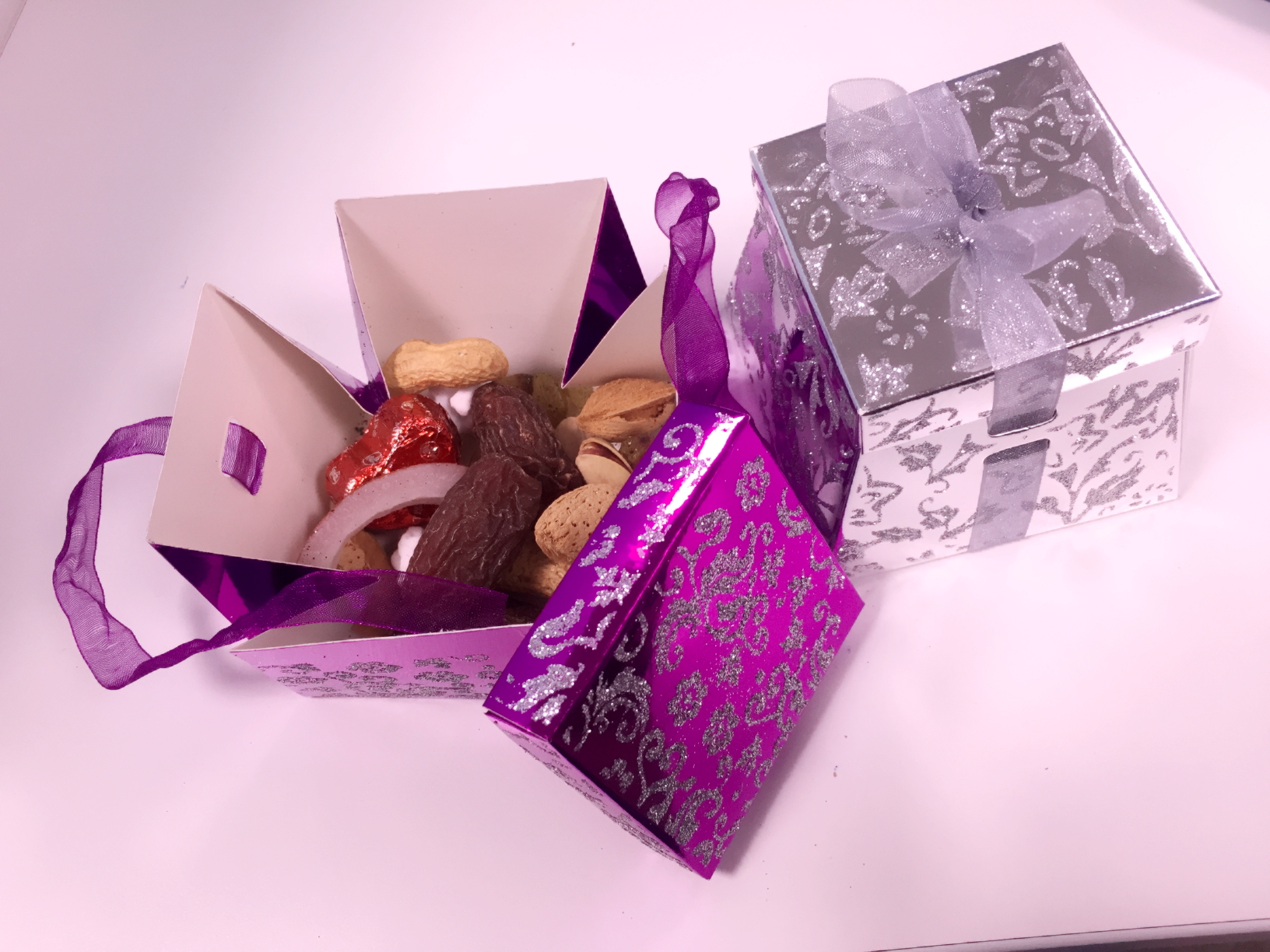
مثال على قرقيعان حديث بداخل العلبة مكسرات وتمر وحلويات يوزعه المسلمون على الأطفال في رمضان والمناسبات في العراق وغيرها من البلدان الإسلامية.

## أنظر أيضًا
- رمضان في سوريا.
- رمضان في ماليزيا.
- رمضان في السودان.
- شهر رمضان.
- الإسلام.